# Dinastía artáxida
La dinastía de los artáxidas o artáshidas gobernó el reino de Armenia del 189 a. C. hasta la conquista del país por parte del Imperio romano en el año 12 a. C. e intermitentemente hasta el año 12. Su reino comprendía la Armenia Mayor, Sofene y de manera transitoria la Armenia Menor y parte de Mesopotamia.

## Origen
En el 201 a. C. Antíoco III Megas conquistó la Armenia mayor y Sofene con la ayuda de los generales armenios Artaxias y Zariadris, derrocando a la dinastía Oróntida. Antíoco designó a Artaxias como sátrapa de Armenia Mayor y a Zariadris como sátrapa de Sofene.
Tras la derrota de Antíoco por parte de Roma en la batalla de Magnesia en el 190 a. C., Artaxias y Zariadris se rebelaron y con apoyo romano fundaron los reinos independientes de Armenia Mayor y Sofene.

## Consolidación del territorio armenio
Artaxias se convirtió en Artaxias I de Armenia y se presentó como un descendiente legítimo de la dinastía Oróntida. Al principio de su reino, controlaba regiones donde la población hablaba el idioma armenio y consideraba como objetivo prioritario la unificación de todos los armenios en un estado, pero luego expandió su dominio sobre tierras extranjeras.
Fundó la ciudad capital Artaxata donde el general cartaginense Aníbal obtuvo refugio en la corte de Artaxias. La población de la antigua capital Oróntida, Yerevandashat, fue completamente trasferida a Artaxata.

## Imperio armenio

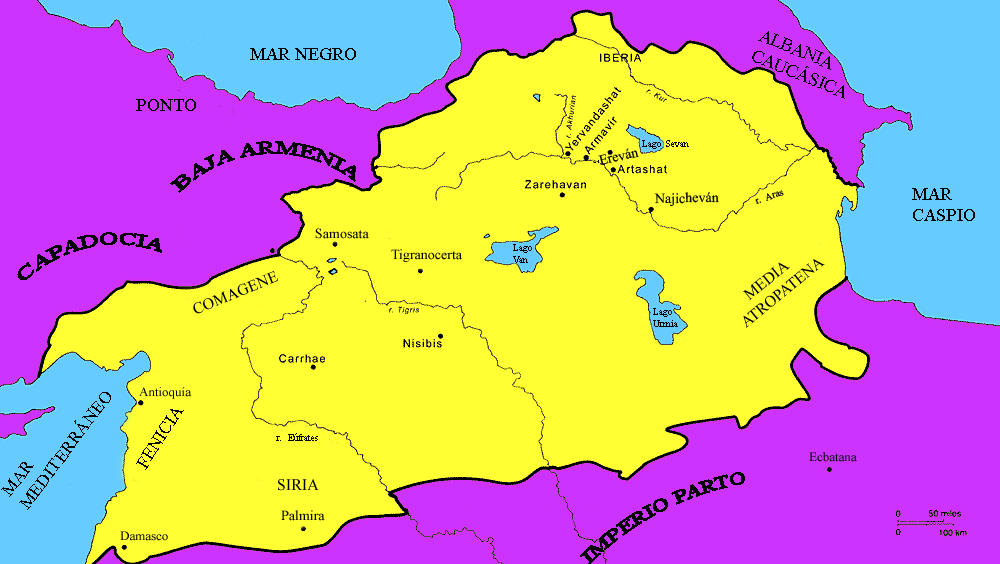
Imperio armenio entre el 83 a. C. y el 59 a. C.

Durante el reinado de Tigranes el Grande (95 a. C.-55 a. C.), Armenia alcanzó el ápice de su poder y devino rápidamente en el estado oriental más poderoso. Venció a los partos repetidamente y entre el año 89 a. C. y el 83 a. C. conquistó Mesopotamia, Siria, Cilicia y Fenicia. Convirtió en vasallos a los reinos caucásicos de Albania e Iberia. Sus límites se extendían del mar Caspio al mar Mediterráneo. Tigranes fundó una capital en una posición más central de su imperio, con el nombre de Tigranocerta.

## Decadencia

Armenia 300 a. C.

La gloria del Imperio armenio duró hasta que fue derrotado por Roma. En 69 a. C., Tigranes fue derrotado por el general romano Lúculo en Tiganocerta y también en 68 a. C. Las derrotas armenias se repitieron en Nísibis y Artaxata. Simultáneamente los partos también atacaron a los armenios. Al ser remplazado Lúculo por Pompeyo, este reconoció el reino de Armenia dentro de los límites anteriores a las grandes conquistas y subordinado a Roma.
Aprovechando la guerra civil entre Pompeyo y Julio César el emperador parto Orodes II atacó a los romanos. Para ello se alió con el sucesor de Tigranes, Artavasdes II, quien casó una de sus hijas con un hijo del emperador parto. Los partos, apoyados por los armenios, vencieron a Craso, conquistaron de nuevo Siria y Fenicia y finalmente en el año 40 a. C. ocuparon Palestina e impusieron como rey en Jerusalén a Antígono Matatías, del partido saduceo, en contra del fariseo Hircano II, y del candidato de los romanos, Herodes el Grande. En 38 a. C., Marco Antonio recuperó Palestina para Roma e impuso a Herodes y luego atacó Armenia y en el año 34 a. C. Hizo ejecutar a Artavasdes II, a quien había llevado prisionero a Egipto.
Artaxias II, hijo del anterior rey, se alió, como su padre, con los partos y combatió contra los intentos de los romanos de imponer en Armenia un rey de una dinastía de Media. Augusto aprovechó los conflictos internos de los armenios e hizo coronar a un hermano de Artaxias II que estaba cautivo en Roma, Tigranes III, que gobernó con el beneplácito romano. El hijo de éste, Tigranes IV, fue de nuevo enfrentado y muerto por romanos y medos. La nobleza armenia dirigió una guerra para mantener la dinastía y proclamó como reina a Erato, esposa de Tigranes IV e hija de Tigranes III. Con ella llegó a su fin la dinastía Artáxida y Roma impuso su dominación.

## Reyes artáxidas
- Artaxias I (189 a. C.-160 a. C.).
- Artavasdes I (160 a. C.-115 a. C.).
- Tigranes I (115 a. C.-95 a. C.).

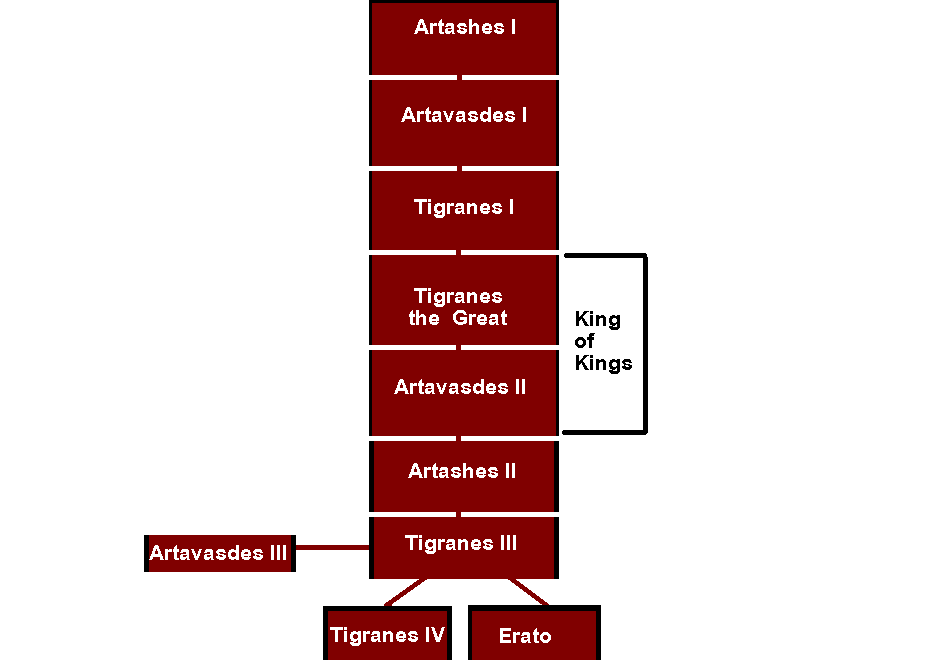
Dinastía artáxida

- Tigranes II conocido como Tigranes el Grande (95 a. C.-55 a. C.).
- Artavasdes II (55 a. C.-34 a. C.).
- Artaxias II (34 a. C.-20 a. C.).
- Tigranes III (20 a. C.-12 a. C.).
- Tigranes IV de Armenia (12 a. C.-2 a. C.).
- Erato de Armenia (Dinastía restaurada) (2 a. C.-12).

### Otros
- Artasvasdes (II)